# Augustiner-Chorherrenstift Prag-Karlshof

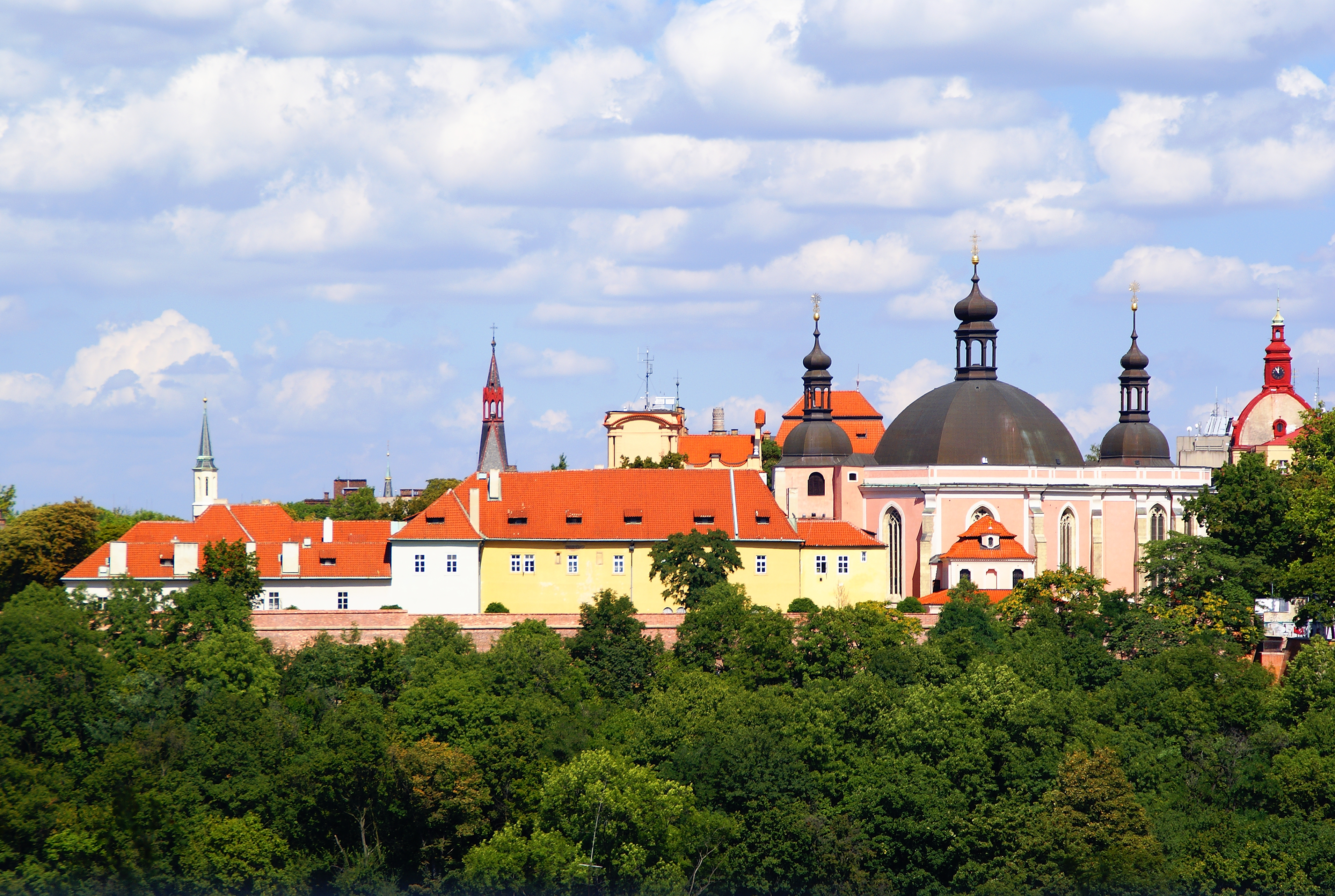
Karlshof in Prag

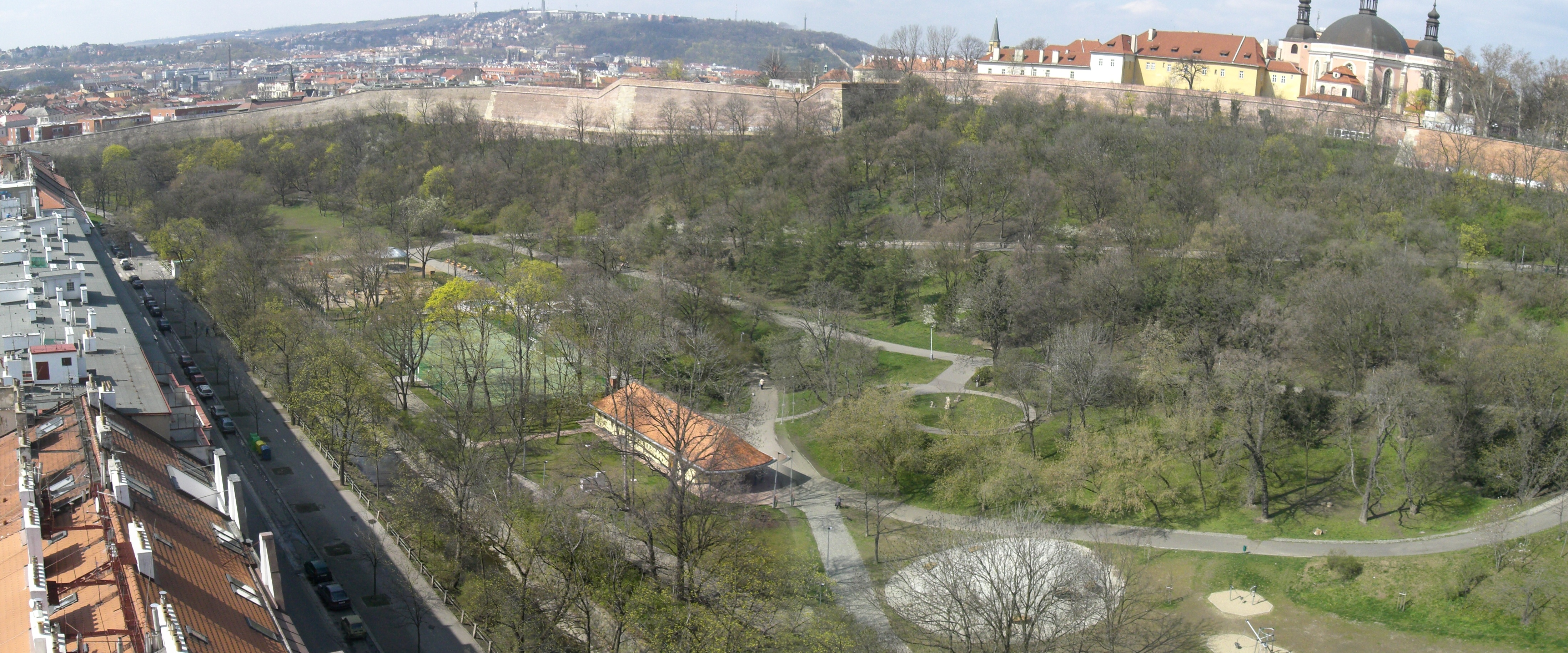
Blick über das Jamrtál auf die Prager Stadtmauer; rechts das Stift Karlshof

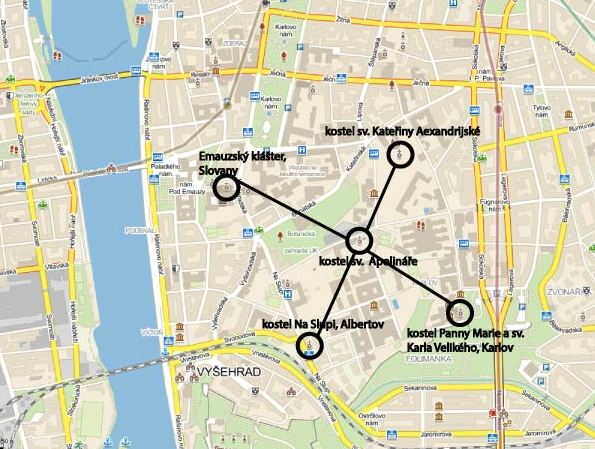
Kirchen in der Prager Neustadt; Zuordnung in Kreuzesform

Das Augustiner-Chorherrenstift Prag-Karlshof (tschechisch Klášter augustiniánů kanovníků v Praze na Karlově; lateinisch S. Conventus Canonicorum Regularium Montis Caroli) wurde 1350 durch den böhmischen und römisch-deutschen König Karl IV. (ab 1355 Kaiser) gegründet und bestand bis 1784. Es gehörte zum Erzbistum Prag und war nach dem Stift Raudnitz das zweite Augustiner-Chorherrenstift in Böhmen. Als königliche Gründung nahm es von Anfang eine bevorzugte Stellung ein. Gebaut wurde es in der von König Karl IV. 1348 gegründeten Prager Neustadt auf einem höher gelegenen Felsrücken an den städtischen Befestigungen.
Als Schutzpatron der Karlshofer Stiftskirche wurde zunächst Kaiser Karl der Große bestimmt, der 1165 heiliggesprochen worden war. Später wurde das Patrozinium um Mariä Himmelfahrt erweitert. Seit 1498 werden „Mariä Himmelfahrt“ an erster und „Karl der Große“ an zweiter Stelle geführt.

## Geschichte
Die Gründungsurkunde des Königs Karl IV. vom 18. September 1350 für das Chorherrenstift wurde am 22. Februar 1352 durch Papst Clemens VI. bestätigt. Zugleich gestattete er den Äbten, die Pontifikalien zu gebrauchen sowie das Recht, den Feierlichen Segen zu erteilen. Außerdem inkorporierte er auf Karls Bitte hin dem Stift die Kirche unterhalb der Burg Bezděz und deren Einnahmen. Anna von Schweidnitz, die dritte Gemahlin Karls IV., schenkte dem Stift 1355 das Patronat über die Kirche in Lissa, die erst 1368 durch Papst Urban V. inkorporiert wurde. Am 17. Mai 1365 bestellte Karl IV. den Karlshofer Abt und dessen Nachfolger zu Almosenieren der Krone Böhmen. Sie durften außerdem in Abwesenheit des Erzbischofs die Seelenmessen für Angehörige der königlichen Familie zelebrieren und einen Ehrenplatz im Veitsdom einnehmen.
Mit dem Bau der Konventsgebäude und der Stiftskirche wurde sofort begonnen. Obwohl Stift und Kirche erst 1377 unter Abt Prokop geweiht wurden, setzte das mit acht Kanonikern besetzte Klosterleben bald nach der Gründung ein. Gebetsverbrüderungen wurden 1376 mit dem Stift Wittingau, 1387 mit Landskron, 1388 mit Sternberg, 1389 mit Sadská, 1405 mit dem Breslauer Sandstift und 1412 mit dem Fronleichnamsstift in Kazimierz bei Krakau vereinbart. Im Jahre 1400 lebten im Stift zehn Kanoniker (einschließlich des Abtes) sowie drei Novizen. 1409 waren es 19 Kanoniker.
Zu einem Niedergang kam es während der Hussitenkriege. 1420 plünderten die Hussiten das Stift und steckten es in Brand. Ebenfalls beschädigt wurde die Stiftskirche und deren Innenausstattung. Wegen der drohenden Gefahr waren die Kanoniker schon vorher geflohen. Im Exil fanden sie Aufnahme in der ebenfalls von König Karl IV. gegründeten Propstei Ingelheim, im Breslauer Sandstift, im Stift Sagan im Herzogtum Sagan und bei den Cölestinern in Oybin. Als Abt Matthias 1434 im Exil verstarb, baten acht Kanoniker den Rokycaner Prior Johann, den neuen Abt zu bestimmen. Er entschied sich für Martin von Borzislau, den am 2. November 1434 die Prager Administratoren bestätigten.
Erst nach dem Abschluss der Prager Kompaktaten konnten die Karlshofer Kanoniker in ihr Stift zurückkehren. Am 4. Mai 1437 besuchten Kaiser Sigismund und der Päpstliche Legat das Stift und entschieden, dieses instand zu setzen. Der Wiederaufbau erfolgte unter Abt Johannes II. († 1472). Infolge des Volksaufstandes der Prager Utraquisten 1483 mussten die Kanoniker Prag neuerlich verlassen und flohen nach Sachsen. 1489 ist Abt Wenzel in Pirna belegt, wo er Urkunden ausstellte. Im selben Jahr vereinbarten die Oybiner Cölestiner eine Verbrüderung mit dem Karlshofer Konvent, der schließlich 1496 nach Prag zurückkehren konnte. Unter Abt Matthäus, der zugleich Ratgeber des Königs Vladislav II. war, kam es zu einer religiösen und geistigen Erholung des Stifts. 1498 wurde die Stiftskirche neu geweiht, der König Vladislav II. zusammen mit seiner Frau Anna zwei Glasfenster stiftete. 1514 erteilte er dem Stift das Recht der freien Vogtwahl. Nachteilig wirkte sich aus, dass das Stift weiterhin auf die enteigneten Stiftsgüter verzichten musste. 1522 bestätigte König Ludwig II. dem Stift seine vormaligen Privilegien. Zugleich übergab er ihm die Urkunde Kaiser Karls IV. über das Amt des Almoseniers und das Jahreseinkommen aus der Stadt Guhrein. Außerdem verbesserte er die wirtschaftliche Situation mit einer Stiftung, die die Jahreseinnahmen aus den königlichen Herrschaften Podiebrad und Kolín umfasste. Mitte des 16. Jahrhunderts führte die Reformation zu einem Nachwuchsmangel. Deshalb bat das Prager Domkapitel den Abt von Wittingau, Mitglieder seines Konvents nach Karlshof zu entsenden, da dort nur noch drei junge Kanoniker lebten. Der aus Wittingau abgeordnete Chorherr Melchior von Schönberg leitete das Stift als Abt nur kurze Zeit. Obwohl die Propstei Ingelheim 1576 untergegangen war, benutzten die Karlshofer Äbte weiterhin den Zusatztitel „Perpetuus visiator Ingelheimensis“.
Als sich im habsburgischen Bruderzwist zwischen dem Kaiser Rudolf II. und seinem Nachfolger Erzherzog Matthias die Nachricht verbreitete, die Katholiken würden die Macht an sich reißen, kam es zu einem Volksaufstand, in dessen Folge katholische Klöster und Kirchen geplündert wurden. Auch das Karlshofer Stift war betroffen. Dort wurde das Klostergebäude teilweise niedergerissen, drei Chorherren ermordet: Der Leichnam des Abtes Kaspar Cepel wurde grausam geschändet, Prior Melchior Hofmann in der Kirche erschossen und der Chorherr Andreas Kobr im Kreuzgang erschlagen. Die Instandsetzungsarbeiten an den Gebäuden und der Kirche konnten wegen des Dreißigjährigen Kriegs erst während der Amtszeit des Abtes Isidor de Croce (1651–1681), der vorher viele Jahre Prior des Emmausklosters war, beendet werden.
Abt Wenzel Luňák (1684–1712) wurde das Stift Karlshof mit Zustimmung des Papstes Clemens XI. in die Lateranische Kongregation aufgenommen. Seit 1675/76 bestand die Bruderschaft des hl. Liborius, seit 1727 die Bruderschaft des Allerheiligsten Herzens der Jungfrau Maria und nach 1750 eine Begräbnisbruderschaft, die sich vor allem der Witwen und Waisen annahm. Im Siebenjährigen Krieg wurde das Kirchengewölbe durch mehr als 800 Kanonenkugeln beschädigt, die auch das Dach mehrmals im Brand setzten.
Am 1. Mai 1784 wurde das Chorherrenstift Karlshof im Rahmen der Josephinischen Reformen aufgehoben. Bis zum 11. November d. J. wurden das Inventar und das gesamte Vermögen verzeichnet, das an den Religionsfonds fiel. Damit war die Existenz des Stifts beendet. Abt Augustin Johann Paukert und die Chorherren erhielten eine jährliche Rente. In den Stiftsgebäuden wurde das städtische Siechenhaus untergebracht, und die Kirche wurde entweiht. Ihre Ausstattung wurde teilweise verkauft bzw. anderen Kirchen übergeben. 1789 wurde sie wieder instand gesetzt und neu geweiht.

## Äbte (nicht vollständig)
- 1358–1363 Anton
- 1376–1409 Johann I. Prokop. Während seiner Amtszeit wurde das geistliche Niveau der Kanonie deutlich verbessert, u. a. wurden im Stiftsskriptorium illuminierte Handschriften hergestellt. Der von ihm angelegte Bibliothekskatalog umfasste 28 Codices. Papst Urban VI. übertrug ihm am 1. Mai 1383 die Verwaltung des Prämonstratenserklosters Mühlhausen. Unterhielt gute Kontakte zum Erzbischof Johann von Jenstein, für den er einen Prozess führte. Beriet ihn bei der Einführung des Feiertages Mariä Heimsuchung. Erzbischof Zbynko Zajíc von Hasenburg beauftragte ihn zusammen mit dem Raudnitzer Prior Peter Clarificator mit der Visitation aller Augustiner-Chorherrenstifte in Böhmen.
- 1409–1434 Matthias, starb im Exil.
- 1434–1441 Martin von Borzislau
- 1441 Prokop II.
- 1441–1451 Johann II.; wurde nach den Zerstörungen durch die Hussitenkriege mit der Instandsetzung des Stifts beauftragt. Der Glatzer Propst Michael Czacheritz lobte ihn wegen seiner Gelehrsamkeit und der Kenntnis beider Landessprachen.
- 1479–1490 Wenzel; hielt sich 1489 im Exil in Pirna auf, wo er Urkunden ausstellte.
- 1496–1503 Matthäus; wirkte als Ratgeber des Königs Vladislav II.
- 1513–1522 Kaspar
- † 1538: Johann III.
- 1539 Melchior von Schönberg (Melichar Šumperský); Chorherr aus Wittingau, leitete das Stift nur kurze Zeit.
- † 1544 Prokop III.
- 1551–1559 Nikolaus I.
- 1563 Nikolaus II.
- Nikolaus Wentz aus Ingelheim
- Andreas
- Heinrich, geb. in Ingelheim
- 1578, † 1604 Johann IV. Friede
- 1605–1609 Michael Winkler, stammte aus dem 1595 aufgelösten Chorherrenstift Glatz, war zunächst Prior in Karlshof.[2]
- 1610–1611 Kaspar Cepl; wurde während des Prager Volksaufstands ermordet.
- 1613–1614 Augustin Albert Müller
- 1614–1627 Gregorius Link
- 1627–1637 Laurentius Ezechiel Virckovsky von Palmberg
- 1638–1640 Wenzel Augustin Hibel
- 1640–1650 Johann Chrysostomus Šrepl von Šreplberk
- 1651–1681 Isidor de Croce; gebürtig aus Spanien, war vorher viele Jahre Prior des Emmausklosters.
- 1681–1684 Georg Ignaz Jurecko; berief lateranische Chorherren in das Stift Karlshof.
- 1684–1712 Johann Wenzel Luňák; erreichte eine Verbrüderung mit der lateranischen Kongregation, die vom Papst Clemens X. bestätigt wurde.
- 1712–1724 Gegor Samuel Otčenášek
- 1725–1729 Aleš Josef Bartholomäus Hamak
- 1729–1744 Johann Thomas Brinke
- 1744–1751 Thomas Josef Girt; verfasste als Pfarradministrator eine Schrift über die „Freudvolle Geburt der Himmelskönigin Maria“.
- 1751–1760 Josef Wenzel Prokop
- 1760–1770 Karl Chirstoslav Procházka
- 1770–1784 Augustin Johann Nepomuk Paukert; letzter Abt, danach erhielt er bis zu seinem Tod 1791 eine Jahresrente.